# Астрагал Геннінга
Астрага́л Ге́ннінга (Astragalus buchtormensis (Steven) Boriss.) — багаторічна рослина родини бобових. Рідкісний вид, занесений до Червоної книги України, Європейського Червоного списку та Червоного списку Міжнародного союзу охорони природи.

## Загальна біоморфологічна характеристика
Гемікриптофіт. Багаторічна трав'яниста безстеблова рослина, 10–30 см заввишки, зі стрижневим коренем. Листки з 15–27 парами ланцетно-довгастих, загострених, частіше вздовж складених, світло-зелених, зверху голих, зісподу запушених листочків. Грона рідкі, 2–5-квіткові, на тонких пазушних, коротших за листки квітконосах. Чашечка 11–15 мм завдовжки, трубчасто-лійкоподібна, з ланцетно-шилоподібними зубцями, відлегловолосиста. Квітки зеленкувато-жовті, прапорець довгастий, на верхівці з виїмкою, зверху голий. Боби еліптичні, з коротким шилоподібним носиком, здуті. Цвіте в квітні-травні, плодоносить в травні-липні. Розмножується насінням та партикуляцією каудекса.

## Ареал виду та його поширення в Україні
Причорномор'я, Нижнє Поволжя, Передкавказзя. В Україні — від Одеси до Тарханкутського і Керченського півостровів. Зростає в Дніпропетровській, Херсонській, Донецькій, Одеській, Миколаївській, Запорізькій, Кіровоградській областях.

## Чисельність та структура популяцій
Популяції диз'юнктивні з дифузною просторовою структурою. Щільність популяцій 1–3(5) особин на 10 м². Чисельність незначна, популяції стійкі. Віковий спектр повночленний, правосторонній з максимумом на особинах генеративної фази.

## Умови місцезростання
Степи, вапнякові і крейдяні відшарування, на чорноземних та кам'янисто-щебенистих хрящуватих ґрунтах. Рослина входить до складу різнотравно-типчаково-ковилових, типчаково-ковилових та петрофітно-степових угруповань кл. Festuco-Brometea (союз Astragalo-Stipion). Ксерофіт.

## Режим збереження популяцій та заходи з охорони
Занесений до Європейського Червоного списку, Червоного списку Міжнародного Союзу Охорони Природи та Червоної книги України. Природоохоронний статус виду: Рідкісний. Охороняється на території заповіднику «Асканія-Нова», відділення «Хомутовський степ» Українського степового природного заповіднику, ботанічного заказника місцевого значення «Михайлівський» (Миколаївська область). Для збереження виду необхідно розширити мережу заповідних територій, здійснювати моніторинг популяцій, вирощувати в ботанічних садах. Заборонено збирання рослин, порушення умов місцезростань (розорювання степів та штучне заліснення територій).

## Причини зміни чисельності
Фрагментарність ареалу, ізольованість популяцій, скорочення характерних для виду екотопів внаслідок розорювання та заліснення, надмірні навантаження випасання.

## Господарське та комерційне значення
Декоративна, медодайна, кормова рослина.